# Martini (Apfel)
Der ‘Martini’, auch bekannt als ‘Großherzogs Liebling’, ist eine Tafelapfel-Sorte aus Kollmar und die Streuobstsorte des Jahres 2011 in Norddeutschland. Der ‘Martini’ entstand als Zufallssämling und wurde um 1875 entdeckt und vermehrt.

## Herkunft und Verbreitung
Die Verbreitung liegt hauptsächlich in Norddeutschland. Einzelne Exemplare sind allerdings auch deutschlandweit anzutreffen. Die Namensgebung erfolgte nach dem Martinstag (11. November), da der Apfel um dieses Datum entdeckt wurde.
Andere Quellen beschreiben die Namensgebung nicht nach dem Zeitpunkt der Entdeckung, sondern nach dem Erntezeitpunkt im späten Herbst. Auch wird der Ort der Entdeckung, neben der Schleuse in Kollmar, präzisiert. Die Entstehung wird in das 18. Jahrhundert verortet, vermutlich als Sämling aus ‘Edelborsdorfer’ und ‘Prinzenapfel’.

## Sorteneigenschaften
‘Martini’ liefert kleine bis mittelgroße, variable Früchte. Die Form geht dabei von hochrund bis schwach kegelförmig. Die Schale ist hellgrün bis hellgelb. Sie ist dazu einseitig von karminroter Deckfarbe und leicht rau. Das Fruchtfleisch ist zunächst fest, später mürbe. Die Farbe des Fruchtfleischs ist gelb-weißlich. Der Geschmack ist angenehm süßsäuerlich.
Der Baum wächst mittelstark. Er ist sehr gesund, krebsfest und liefert feines, festes Holz. Der Ertrag ist früh und gut. Die Erntezeit liegt von Ende Oktober bis Mitte November. Die Genussreife ist von Dezember bis März.